# 제7회 전국동시지방선거 세종특별자치시
이 문서는 제7회 전국동시지방선거 세종특별자치시 지역 투·개표 결과이다.

## 개표 결과

### 세종특별자치시장
|  | 71.31% |

|  | 18.06% |

|  | 10.63% |

### 세종특별자치시교육감
|  | 50.08% |

|  | 18.26% |

|  | 31.66% |

## 같이 보기
- 제7회 전국동시지방선거